# Takuji Miyoshi
Takuji Miyoshi (jap. 三好 拓児 Miyoshi Takuji; ur. 20 sierpnia 1978) – japoński piłkarz występujący na pozycji obrońcy.

## Kariera klubowa
Od 1997 do 2008 roku występował w klubach Avispa Fukuoka, Sagan Tosu, ALO's Hokuriku, Valiente Toyama i FC Ryukyu.